# Trung tâm Phát triển Chuỗi lạnh Quốc gia
Trung tâm Phát triển Chuỗi lạnh Quốc gia (NCCD) là một cơ quan cố vấn tự chủ được thành lập  bởi Chính phủ Ấn Độ với một chương trình nghị sự để tác động tích cực và thúc đẩy sự phát triển của ngành chuỗi lạnh ở nước này. NCCD đã được đăng ký theo Đạo luật Đăng ký Xã hội năm 1860 và được Nội các Ấn Độ xử phạt vào ngày 9 tháng 2 năm 2012  trong một phiên họp do Thủ tướng của đất nước chủ trì.

## Lịch sử
Ấn Độ là một trong những nhà sản xuất nông sản lớn nhất và là một trong những nhà lãnh đạo toàn cầu trong lĩnh vực dược phẩm. Tuy nhiên, nó được biết là có một chuỗi lạnh còn non trẻ, dẫn đến tổn thất chuỗi cung ứng thực phẩm và các tài nguyên khác. Những thiệt hại này đã được tuyên bố là cao tới 8 đến 15 tỷ USD mỗi năm từ riêng ngành nông nghiệp. Để giải quyết mối lo ngại này, chính phủ trước đó đã thành lập một Lực lượng đặc nhiệm quốc gia về chuỗi lạnh vào năm 2008. Lực lượng đặc nhiệm này đã bị giải ngũ năm 2010 khi hoàn thành nhiệm vụ và trong báo cáo của mình khuyến nghị nên thành lập một viện chuyên trách để thúc đẩy và điều phối các sáng kiến chuỗi lạnh khác nhau được thực hiện bởi các nhánh khác nhau của chính phủ và ngành công nghiệp tư nhân. Chuỗi lạnh là phổ biến trong ngành công nghiệp thực phẩm và dược phẩm và một số lô hàng hóa chất.
Chính phủ Ấn Độ là một trong những động lực phát triển ngành công nghiệp chuỗi lạnh và hỗ trợ sự tham gia của tư nhân thông qua các chương trình trợ cấp và trợ cấp khác nhau. Đầu tư vào chuỗi lạnh ở Ấn Độ cũng được mở theo lộ trình tự động để tham gia 100% vốn FDI. Chuỗi lạnh hiện tại ở Ấn Độ chủ yếu bao gồm (năm 2010) của các công ty tư nhân tương đối nhỏ có dấu chân khu vực hoặc địa phương. Hầu hết các cơ sở hạ tầng trước đó được phát triển để phục vụ nhu cầu chuỗi lạnh của đất nước đã tập trung vào việc lưu trữ khoai tây. Mặc dù sản phẩm cụ thể này không có nguồn gốc từ Ấn Độ và chỉ được thu hoạch một lần trong mùa đông, nhưng thành công của can thiệp chuỗi lạnh đã khiến khoai tây có sẵn trong suốt cả năm và hiện được coi là một phần của chế độ ăn kiêng chính của đất nước.
Trong hai thập kỷ trước, Ấn Độ đã phát triển với tốc độ nhanh chóng và nhu cầu ngày càng tăng đối với thực phẩm có giá trị cao với sự thay đổi đối với cây trồng làm vườn đã được ghi nhận. Điều này, cùng với quá trình đô thị hóa nhanh chóng dẫn đến những thay đổi nhiều lần đối với mô hình chi tiêu và tiêu dùng của dân số Ấn Độ. Các hệ thống chuỗi cung ứng thực phẩm hiện tại không thể đối phó với các xu hướng nhân khẩu học thay đổi nhanh chóng này và việc thiếu chuỗi cung ứng hiệu quả và hiệu quả được hiểu là dẫn đến nhiều tổn thất trong phân khúc thực phẩm dễ hỏng. Năm 2012, nông dân Ấn Độ đã sản xuất 240 triệu tấn sản phẩm trồng trọt, gần như tương đương với sản xuất ngũ cốc và ngũ cốc. Các nghiên cứu khác nhau chỉ ra rằng 18% đến 40% sản phẩm này đã bị mất do sự thiếu hiệu quả của chuỗi cung ứng, kết luận rằng cần phải có một nỗ lực tập trung để thúc đẩy sự phát triển của chuỗi lạnh ở nước này.
Chính phủ Ấn Độ và Ủy ban Kế hoạch của nó đã nêu ra ý định rõ ràng, rằng chuỗi lạnh phải được hỗ trợ. Trong số các lĩnh vực phát triển cốt lõi được xác định là cơ sở hạ tầng cơ sở, các công nghệ, tiêu chuẩn và giao thức thân thiện với môi trường, cho phép các chính sách và kỹ năng chuyên ngành.

## Cơ quan
NCCD được giám sát bởi Hội đồng Quản trị, do Bộ trưởng (A & C, Bộ Nông nghiệp) chủ trì và được giám sát bởi một Nhóm Liên bộ (IMG). Giám đốc điều hành được bổ nhiệm là Giám đốc của cơ quan này. Theo xu hướng gần đây, chính phủ cũng bổ nhiệm một nhà lãnh đạo được thành lập từ khu vực tư nhân làm cố vấn trưởng, để hỗ trợ điều hành của cơ quan này. NCCD bao gồm các thành viên từ cộng đồng các bên liên quan trong chuỗi lạnh và được quản lý bởi nhân viên thư ký văn phòng.
NCCD nghĩ rằng xe tăng thu hút sự tham gia của các bên liên quan chính phủ và tư nhân khác nhau, từ các tổ chức giáo dục & nghiên cứu, cơ quan quản lý, cơ quan thương mại, các công ty cá nhân tham gia với tư cách là người sử dụng hoặc nhà cung cấp của các nhóm nông dân và các nhóm nông dân cũng như các thành viên liên kết. Mỗi nhóm thành viên như vậy cũng bầu đại diện trong hội đồng quản trị, cho phép NCCD phản ánh quản trị toàn diện và mô phỏng mô hình hợp tác công tư. Kể từ khi thành lập, Cố vấn trưởng của NCCD là Pawanexh Kohli, người cũng là Giám đốc điều hành.

### Ban kỹ thuật
NCCD đã thành lập các ủy ban kỹ thuật sau đây  bao gồm các nhà lãnh đạo ngành là thành viên của nó.
- Ủy ban Đào tạo, HRD và R & D.
- Ủy ban tăng cường chuỗi cung ứng & hậu cần.
- Áp dụng các nguồn năng lượng không thông thường trong cơ sở hạ tầng chuỗi lạnh.
- Thông số kỹ thuật, Tiêu chuẩn, Phòng thí nghiệm thử nghiệm và Ủy ban chứng nhận sản phẩm.

Các ủy ban này đóng góp cho hoạt động của cơ quan nút này dọc theo bản đồ đường bộ.

### Nhiệm vụ
NCCD được giao nhiệm vụ với các mục tiêu  có tầm quan trọng quốc gia, bao gồm,
1. Phục vụ như một bể tư duy cho chính phủ về chủ đề chuỗi lạnh. NCCD tham gia với các thành viên của mình để chuyển nhu cầu của ngành thành khuyến nghị chính sách.
2. Cung cấp một môi trường thuận lợi cho lĩnh vực chuỗi lạnh và tạo điều kiện đầu tư tư nhân cho cơ sở hạ tầng chuỗi lạnh.
3. Thiết lập hướng để thu hẹp khoảng cách trong chuỗi cung ứng và giá trị bao gồm lưu trữ, vận chuyển chuyên biệt và quy trình vận hành hoặc kinh doanh.
4. Giải quyết các mối quan tâm về các tiêu chuẩn và giao thức liên quan đến thử nghiệm, xác minh, chứng nhận và chứng nhận chuỗi lạnh.
5. Hỗ trợ phát triển và thúc đẩy các công nghệ mới và tiết kiệm năng lượng và sự thích ứng của chúng ở Ấn Độ.
6. Xây dựng năng lực và các hoạt động đào tạo để giảm khoảng cách về nguồn nhân lực lành nghề cần thiết cho ngành chuỗi lạnh.
7. Đề xuất các hướng dẫn để giảm thiểu tác động môi trường và thúc đẩy tính bền vững trong chuỗi lạnh.
8. Các chương trình nâng cao nhận thức về thực hành tốt nhất để xử lý sản phẩm dễ hỏng, bản địa cho các yêu cầu và điều kiện cụ thể.

Trên toàn cầu, khoảng 60% thực phẩm tươi sống được vận chuyển trong chuỗi lạnh giúp hạn chế mất giá trị và mở rộng phạm vi đến các thị trường xa xôi. Ở Ấn Độ, trong khi gần 12% trái cây và rau quả có khả năng lưu trữ, thì dưới 5% hàng hóa này tiếp tục vận chuyển trong chuỗi lạnh với hầu hết các sản phẩm tươi sống phải chịu điều kiện khí hậu khắc nghiệt. Điều này dẫn đến việc mất tổng số các mặt hàng thực phẩm dễ hỏng. Tương tự thiếu chuỗi lạnh trong ngành dược phẩm chứng kiến nguy cơ và mất sản phẩm y tế tăng lên. Thiếu cơ sở hạ tầng tích hợp phù hợp trong lĩnh vực này cũng làm tăng rủi ro đối với các lô hàng thực phẩm đông lạnh. Mặc dù là nhà sản xuất thực phẩm lớn trên toàn cầu, nhưng điều này không cho phép chuỗi cung ứng hỗ trợ khát vọng của Ấn Độ phục vụ dân số trong nước tốt hơn và tăng thị phần trong thương mại thực phẩm toàn cầu. NCCD được dự định để giải quyết tất cả các phân khúc và các khía cạnh phát triển của chuỗi lạnh.

## Hợp tác quốc tế
NCCD tham gia vào các hoạt động toàn cầu về các vấn đề hậu cần nông nghiệp và mất lương thực và chất thải. Năm 2013, người đứng đầu NCCD đã đại diện cho Ấn Độ là Khách mời danh dự tại Hội nghị thượng đỉnh về tính bền vững và chuỗi lạnh và đã ký một MoU với Cemafroid tại Pháp.
NCCD cũng đã đóng góp cho Ủy ban Chính sách của Vương quốc Anh thuộc Đại học Birmingham: Làm lạnh thông minh hơn và được mời tham gia một cuộc thảo luận ở Hội đồng Lãnh chúa của Vương quốc Anh năm 2015. NCCD đồng chủ trì và là thành viên của Nhóm công tác về mất lương thực và lãng phí thực phẩm tại Hội nghị thượng đỉnh hành động quốc tế được tổ chức tại The Hague năm 2015 
NCCD đã được trao Giải thưởng Lãnh đạo Kinh doanh tại Ấn Độ vào năm 2014.
Các tiêu chuẩn và hướng dẫn hệ thống tối thiểu cho cơ sở hạ tầng chuỗi lạnh, được sử dụng ở Ấn Độ do NCCD ủy quyền, được phát triển với sự tham gia của các nhà cung cấp công nghệ quốc tế. Giám đốc điều hành của NCCD là thành viên của Ủy ban thu nhập của nông dân nhân đôi của chính phủ, được thành lập vào năm 2016.